# Шлюз Долани

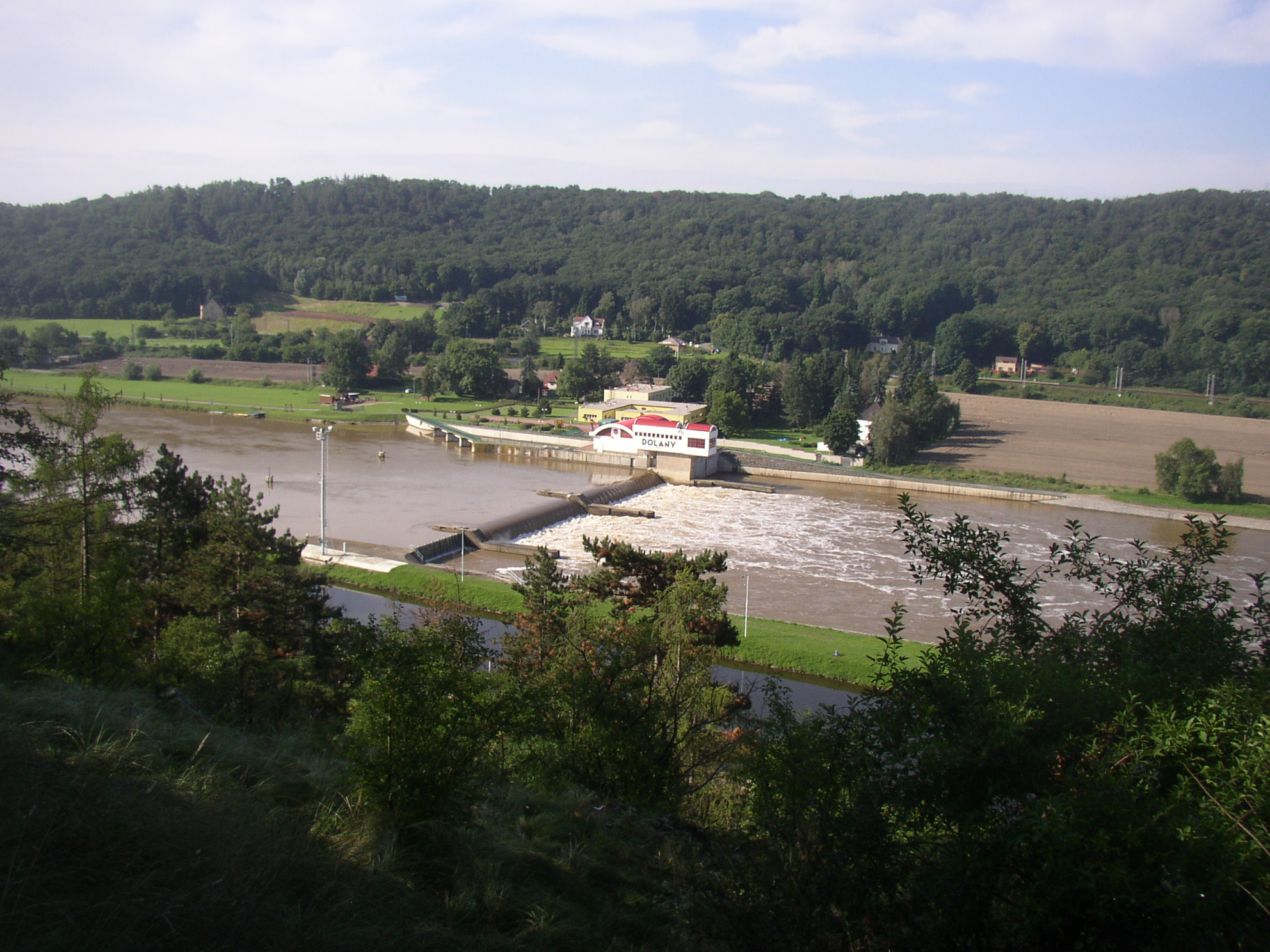
Вид на греблю, канал навігації видно на передньому плані

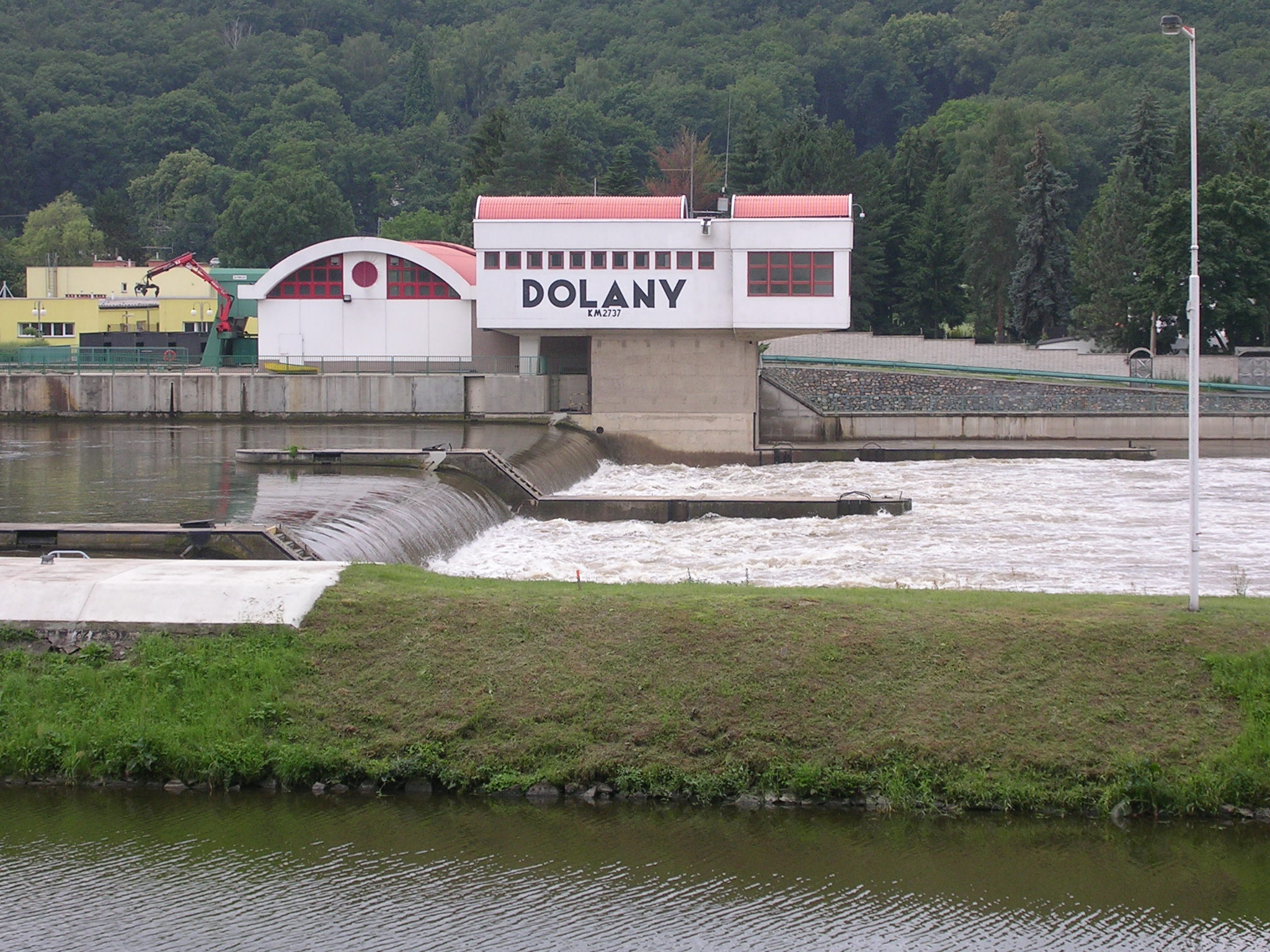
Гребля Доляни

Гребля (шлюз) Долани — розташовано на річці Влтава на 26,7 км між містом Лібчіце-над-Влтавою і селом Доланки на правому березі і Доланами над Влтавою на лівому березі, в окрузі Мельник. Складається з двохсторонньої греблі й каналу з будівлею на правій стороні річки. Їй передує гребля Клечани, а потім гребля Міржейовіце.

## Історія

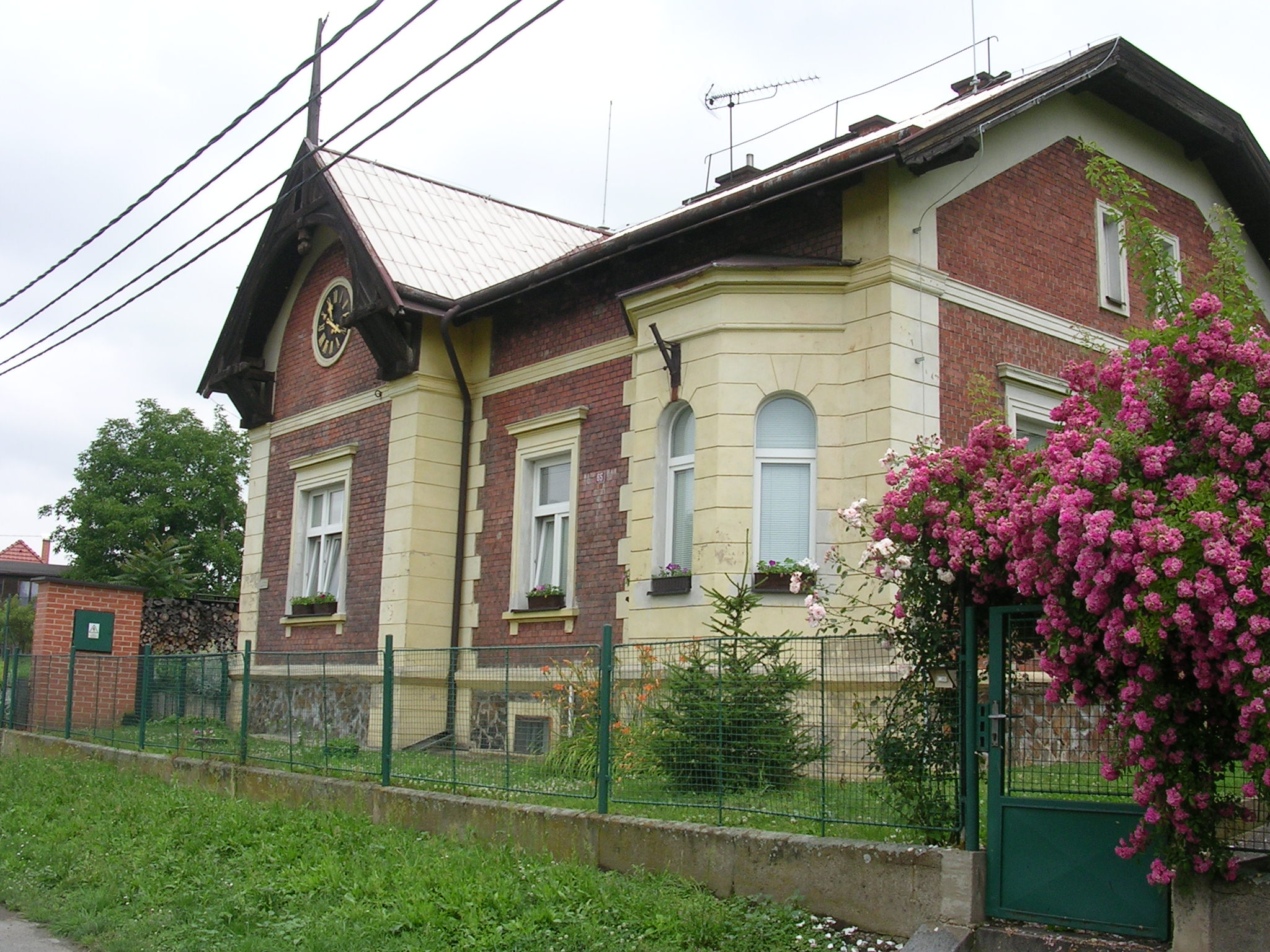
Оригінальна адміністративна будівля

Побудову системи шлюзів на Влтаві й Ельбі проводила «Комісія Влтави і Ельби в Богемії», створена 1896 року. Було побудовано 11 шлюзів між Прагою і Саксонією, розраховані на глибину навігації 2,10 м й вантажопідйомністю судна 1000 тонн. Будівництво фінансувалося на дві третини урядом Австрії та третину чеським губернаторством. Шлюз Долани було завершено 1901 року. Наповнення водосховища призвело до затоплення кількох селищ, що також знищило млин Глушек.
У 1986—1989 роках водосховище було реконструйовано.
Максимальна швидкість потоку в цьому місці була зареєстрована в серпні 2002 року на рівні близько 5300 м³ / с.
Шлюз спочатку мав два поля, це був рухомий затвор зі складними зубцями.
У 1986—1989 рр. його було реконструйовано: перебудовані водоймища, підземні переходи і стовпи водосховищ, побудовано нову диспетчерську станцію і нове технологічне обладнання. Новий водозбір має три поля, він виконаний з порожнистих сталевих закрилків, має бар'єр висотою 3,3 м на фіксованому порозі. У складному положенні вони утворюють поріг типу Ямбор з мінімальним резервуванням води.
На лівому березі стоїть невелика гідроелектростанція, що будувалась в листопаді 1995—січні 1998 років Вона має потужність поглинання 80 м ³, максимальний обсяг виробництва становить 4,55 МВт (5 МВт), робочий градієнт становить 2,3-4,2 метра.

## Камери замка

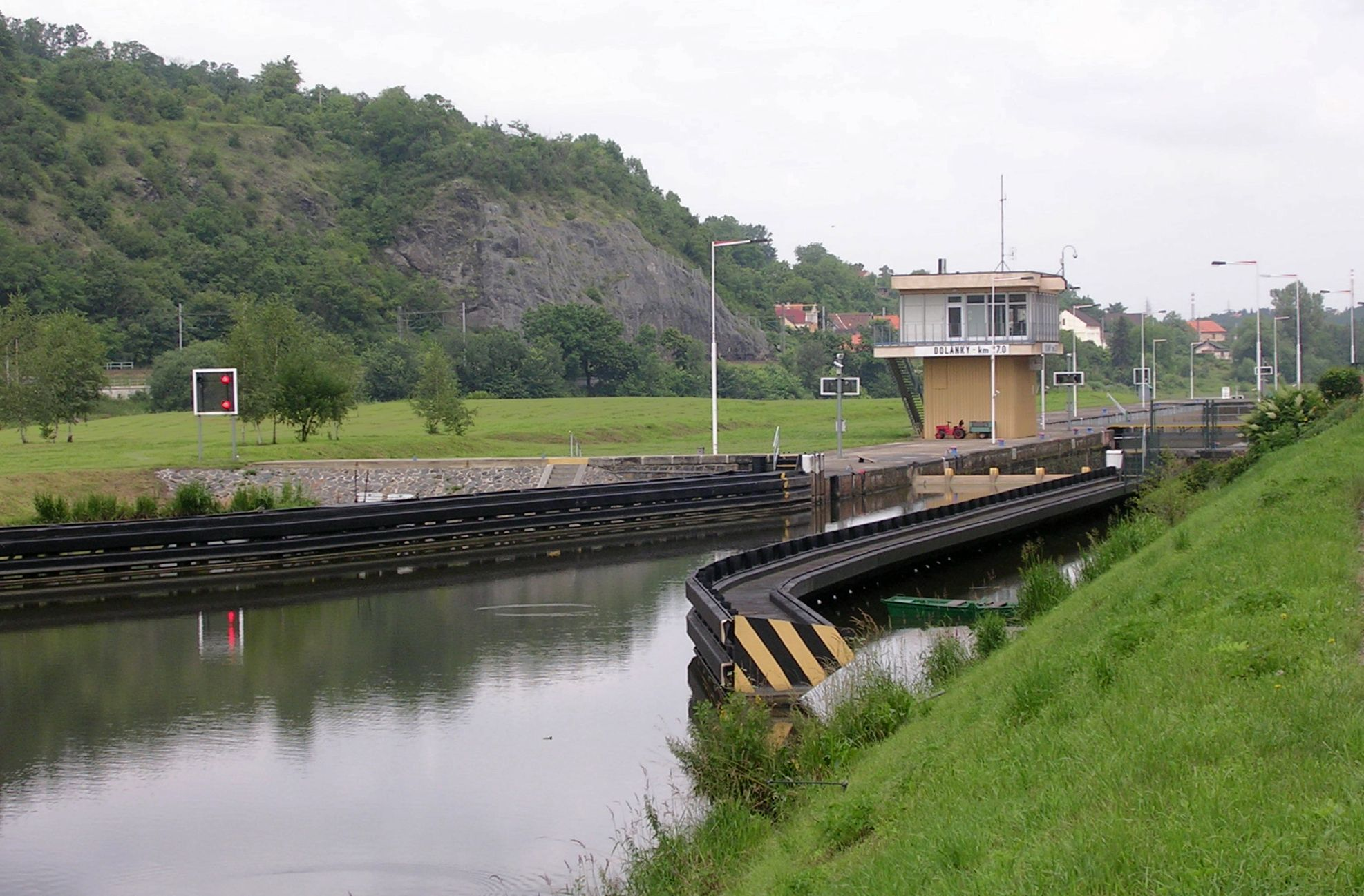
Шлюз Доланки, вхід

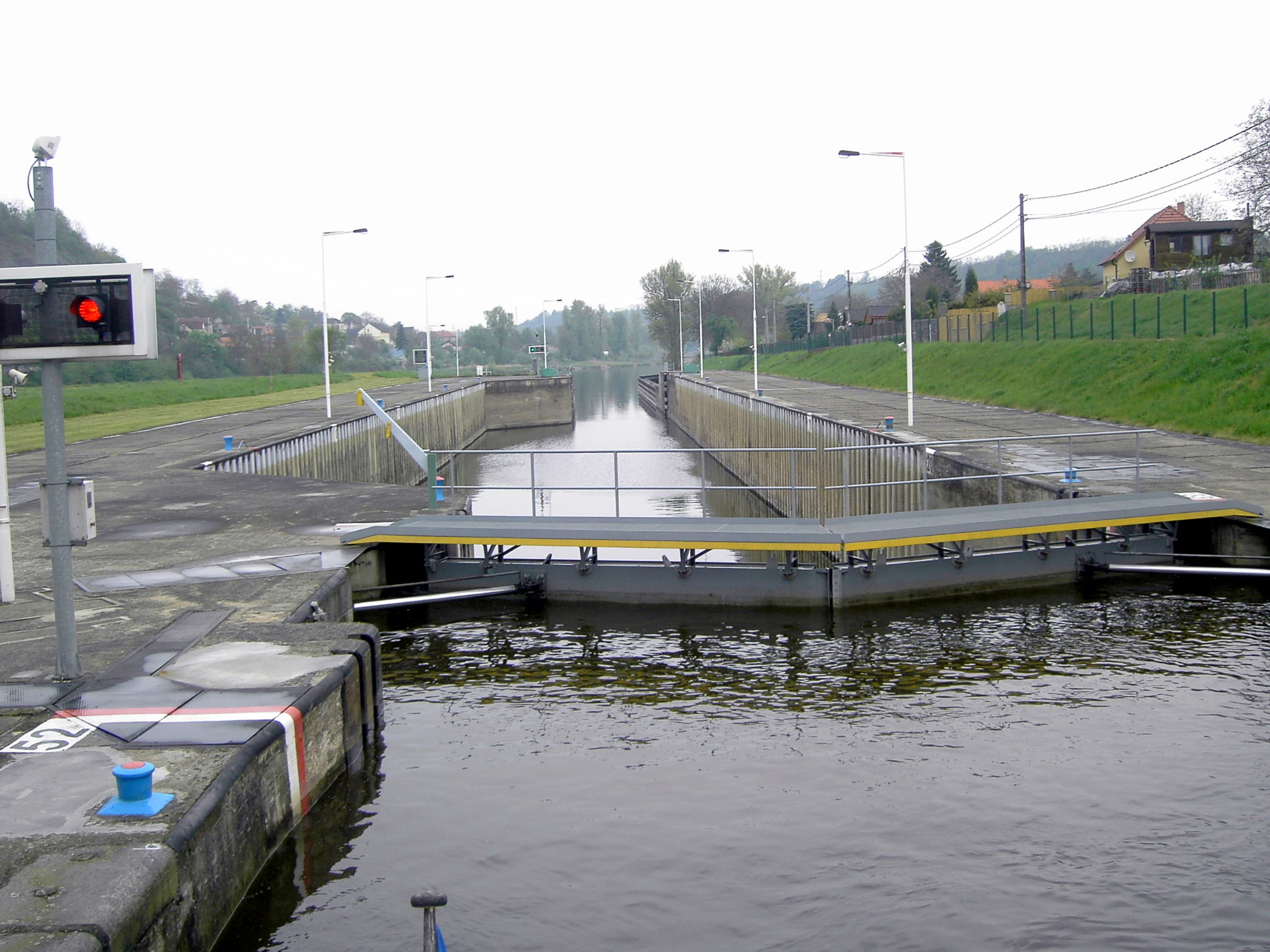
Велика замкова камера

Канал знаходиться на правій стороні річки, відокремлений від головної руки острівцем у формі місяця. Частини каналу поза замками мають довжину 520 (над камерами) і 150 метрів (нижче камер) і ширину внизу 20-30 метрів. Камер дві, одна за іншою і мають спільні двері.

## Посиланн
- Шлюб Долани — Доланкі [Архівовано 28 листопада 2010 у Wayback Machine.], Поводі Влтави с
- Libčice — Доляни [Архівовано 28 листопада 2010 у Wayback Machine.], Поводі Vltavy sp
- Властиміл Пазурек: Найбільші водні шляхи в Чехії, журнал 21 століття, 20 січня 2006 року
- Загублена Влтава — Libčice nad Vltavou, історичні фотографії замку